# Szekrényessy József
Székelyhídi Szekrényessy József (Győr, 1811. április 16. – Újpest, 1877. augusztus 7.) Széchenyi István belső munkatársa, a pesti Nemzeti Casino és Lovaregylet titkára, az első magyar közjegyző, ügyvéd, író, a korabeli Pest egyik legjelentősebb kulturális szervezője, akit a közvélemény a „kis Széchenyi” jelzővel tisztelt meg.

## Élete
Szekrényessy János dúsgazdag református győri tanácsnok és vasvári Nagy-Eötvös Erzsébet gyermekeként született. A Győri Jogakadémia elvégzését követően előbb gróf Andrássy György, majd 1832-től gróf Széchenyi István mellett jurátuskodott. 1833-ban a pesti Lovaregylet és a Nemzeti Casino titkára és levéltárnoka lett.
1833. november 24-én a budai úgynevezett Nemzeti Játékszínben került színpadra kétfelvonásos vígjátéka „A reászedett atyafiak”, női főszereplője a tizenhat esztendős Laborfalvi Róza (utóbb Jókai Mórné) lett, aki e Szekrényessy-darabban játszotta el élete első komoly színpadi szerepét, s pályakezdése éppen ennek köszönhetően datálódik az 1833-as esztendőtől. 1833. december 29-én ugyanitt került színre második vígjátéka „Véletlen úrrálevés” címen. Számtalan gazdasági- és kultúregyesület alapító tagja és titkára.
1840-től önálló ügyvédi tevékenységet folytatott Pesten, amit az 1848–49-es forradalom és szabadságharc leverését követően életbe léptetett osztrák törvényekkel szembeni ellenérzése miatt függesztett fel. Közbenjárásának köszönhetően, többen megmenekültek a kivégzéstől. Az elnyomatás időszakában társadalmi összeköttetéseit illetve a bécsi udvarnál lévő rokoni kapcsolatait felhasználva, Széchenyi munkásságát folytatva, minden erejével a társadalmi élet szintentartására törekedett.
A betiltott egyletek és a Nemzeti Kaszinó pótlására 1851–1856 között bérelte a Császár fürdőt, ahol nyaranta országos hírű társas összejöveteleket, bálokat tartott. E rendezvényein felléptette a Nemzeti Színház művészeit, emellett komolyzenei koncerteket, jótékonysági estélyeket szervezett, és a magyar népzene és nemzeti érzés serkentését szolgáló cigányzenekarokat léptetett fel. Az ország legjelentősebb prímásait bandájukkal (Egressy Béni vezetése alatt) Szekrényessy anyagi és erkölcsi támogatás mellett szervezte egységbe (Nemzeti Zenetársaság). A Nemzeti Casinót télen Úri utcai háromemeletes házában működő ún. Szekrényessy-szalon összejöveteleivel pótolta, ahol a kor vezető írói, költői, művészei adtak egymásnak találkozót (Vörösmarty Mihály, Vahot Imre, Kuthy Lajos, Irinyi János és Irinyi József, Mátray Gábor stb.).
Roppant vagyonát kulturális és társas összejövetelek szervezésére fordította, ennek értelmében a Császárfürdő mellett, bérelte a Margit-szigetet, ahol nagyszabású Népünnepélyeket szervezett, a Laszlovszki-majort, ahol fürdőt építtetett ki, és 1852-ben ugyanott kölcsönkönyvtárat és olvasószobát hozott létre. Bérelte továbbá az Orczy-parkot, ahol ugyancsak a pesti polgárság számára szervezett társas összejöveteleket.
A Magyar Nemzeti Múzeum mellett elterülő régi Füvészkert bérlésével, a szegény fővárosi gyermekek számára alakított ki igazi gyermekparadicsomot, ahol bábszínházat (Paprika Jancsi bohózatokkal), Kördét, azaz körhintát, gyermeksétányokat, fagylaltos árudákat állított üzembe, s a nagyobb gyermekek részére testgyakorló pályákat és a Király utcában lévő üres telkén, egész télen át működő lovardát bocsátott jutányosan a fővárosiak rendelkezésére.
A Heinrich Hentzi osztrák tábornok ágyúzásai következtében komoly sérüléseket szenvedett régi Pesti Vigadó (Reudot) épületét is részlegesen helyreállítva, bálokat rendezett. Ugyancsak, a nagy károkat szenvedett, és Széchenyi István büszkeségei közé számító Lóversenyteret is kibérelte, és roppant anyagi ráfordítással helyreállíttatta. A Bach-korszak nagy társadalmi demonstrációi közé tartozott a lóversenyek látogatása, ami a korabeli Pest legnagyobb megmozdulásának számított. Ugyancsak az 1850-es években bérelte ki a sógornője Szekrényessy Endréné, született Rumbach Hermina nagyapja (Rumbach Sebestyén) által alapított és vasas vizéről ismert, ún. Rumbach-féle fürdőt, illetve 1862-ben a Rudas gyógyfürdőt, valamint a Fejér vármegyei Bodajk község fürdőjét, annak felvirágoztatása ugyancsak az ő nevéhez köthető. 1841-ben építtette fel újpesti birtokán, elegáns, klasszicista kúriáját, amit jelentős, több holdnyi angolkert övezett, amely szintén a kor jeleseinek gyülekezőhelyéül szolgált, és egyben Újpest legkorábbi villája volt. 1842-ben vette feleségül zadjeli Slachta Etelkát, aki maga is gyakorló irodalmár hírében állt a korabeli közvélemény előtt.
Széchenyi javaslatára részt vett a Nemzeti Színház igazgatói pályázatán, amelyen azonban újításai miatt igényelt összegei miatt, a választmány nem mellette döntött. A színházhoz való kötődése azonban megmaradt, később a Nemzeti Színház számára vígjátékpályázatot rendezett, és több ízben tartott jótékonysági bált a színház nyugdíjalapjának javára, aminek létrejötte ugyancsak az ő nevéhez kötődik.
A Nemzeti Zenede kormányzóválasztmányának tagjaként, az ő javaslatára került felállításra a hegedűtanszak, ugyancsak neki köszönhető az Egressy Béni munkásságát ápoló alapítvány, illetve a Nemzeti Múzeum Történelmi Képcsarnoka számára, a Barabás Miklós által, 1855-re elkészített, életnagyságú Egressy Béni-arckép.
1844-ben jogot szerzett a falakat elcsúfító falragaszok helyett az ún. Budapesti Hirdetőívek kihelyezésére, ami által megteremtette a fővárosban a szervezett reklámot. 1851-ben Clark Ádámmal felkarolta az újpesti kikötő ügyét, erről utóbb önálló kötetet is kiadott „Újpesti kikötő” címen. 1853-ban szerkesztette, és kiadta a Pesti Testgyakorló Egylet évkönyvét. Harmadik munkája „Széchenyi István egynémely terve”. 1855-ben csónakversenyt szervezett a Dunán, ilyen formában minden bizonnyal elsőként az országban. Első sporttudósítónkat tisztelhetjük benne ti. az 1836-os „Társalkodóban” (56. szám) egy dunai kiúszásról mint sporteseményről ad hírt.
1860-ban a pesti belvárosi közjegyzőséget megszervezve, a főváros első (modern) közjegyzője lett. 1861-ben a Helytartótanácsnak javaslatot tett a pesti egyetemen felállítandó ún. Fürdészeti Tanszékre. 1870-ben Újpesten népgyűlést hívott össze egy felállítandó helyi betegápolda (kórház) ügyében. A fővárosban csirke-, fácán-, teknős- és pávatojás keltetővel kísérletezett, s utóbb azt létre is hozta. A református egyház és Pesten felállítandó főiskolájának ügyét lelkesen támogatta mint választott egyházi tanácsnok.
Elévülhetetlen érdemeket szerzett a főváros közlekedésének ügyében. A Császárfürdő és Óbuda között, saját költségén a „Bátor” nevű gőzhajót járatott, e mellett a fővárosiak mulattatására vitorlás naszádot (kiránduló hajó) állíttatott üzembe. A Budai Várnegyed és a Császárfürdő között, óránként közlekedő gyorskocsikat működtetett, ugyanakkor 1854-ben Budáról Téténybe társaskocsikat helyezett forgalomba, az ún. Szekrényessy-omnibuszok ugyancsak nagy forgalmat bonyolítanak le Buda és Óbuda között. 1851-ben tervbe vette a Zugligetből a Császárfürdőig kiépítendő vaspálya lehetőségét, de ennek megvalósulására nincsenek adataink, ellenben a Császárfürdőbe vezető főbb útszakasz kijavítása és Argandi-lámpákkal való kivilágítása megvalósult, amint Pest-Újpest-Dunakeszi közötti társaskocsi vállalata is.
Termékeny élete után, az 1860-as évek vége felé feleségével újpesti kúriájukba vonult vissza. Hatvanhat esztendősen, 1877. augusztus 7-én itt érte a halál. Gyermekei közül ismertebb Szekrényessy Kálmán első magyar úszóbajnok, Szekrényessy Árpád földbirtokos, mecénás az edelényi városi múzeum névadója és Szekrényessy Margit írónő.